# Дзядушиці
Дзядушиці (пол. Dziaduszyce) — село в Польщі, у гміні Слабошув Меховського повіту Малопольського воєводства.
Населення — 183 особи (2011).
У 1975-1998 роках село належало до Келецького воєводства.

## Демографія
Демографічна структура станом на 31 березня 2011 року:
|          | Загалом | Допрацездатний вік | Працездатний вік | Постпрацездатний вік |
| -------- | ------- | ------------------ | ---------------- | -------------------- |
| Чоловіки | 87      | 15                 | 54               | 18                   |
| Жінки    | 96      | 22                 | 52               | 22                   |
| Разом    | 183     | 37                 | 106              | 40                   |